# Altiporto di Méribel
L’altiporto di Méribel (IATA: MFX, ICAO: LFKX) è un aeroporto situato nel territorio comunale di Les Allues a 1,5 km nord-est della stazione sciistica di Méribel, in Savoia (nella regione Rhône-Alpes, Francia).
Data la posizione dell'aeroporto, situato ad alta quota fra le Alpi francesi, e la sua corta pista di atterraggio costruita in pendenza, la struttura è da considerarsi pericolosa, e solo i piloti che abbiano conseguito un'abilitazione speciale vi possono operare.

## Storia
L'altiporto di Méribel, aperto nel 1961, fu la prima aviosuperficie a servire direttamente una stazione sciistica in Francia, seguita dopo pochi anni dalle strutture di Courchevel e Megève.

## Strutture

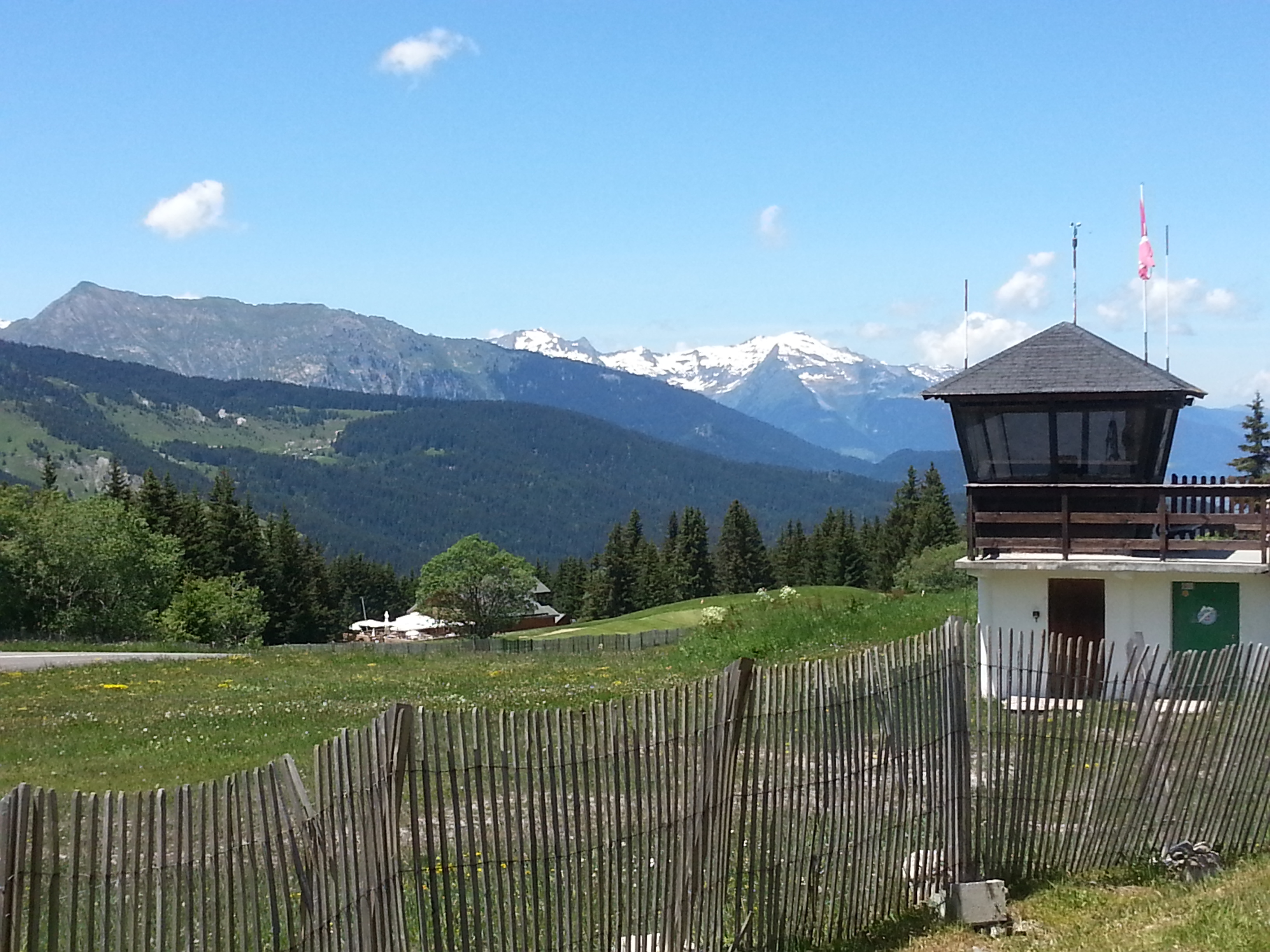
L'aerostazione.

L'altiporto dispone di una sola pista d'atterraggio asfaltata orientata NNO-SSE, lunga 406 m e larga 15, che presenta una pendenza media del 6,90% e massima dell'11%. La struttura si trova ad un'altitudine compresa tra 1691 m s.l.m. (5548 piedi) nella parte più bassa (nord-nordovest, testata 33), e 1719 m s.l.m. (5639 piedi) nella parte più alta (sud-sudest, testata 15).
Le ridotte dimensioni della pista non consentono agli aerei in atterraggio di usare l'inversione di spinta per decelerare: i velivoli possono quindi atterrare esclusivamente alla testata 33, la più bassa, in modo tale da rallentare più rapidamente sfruttando il potere frenante della salita; viceversa, il decollo si effettua partendo dall'opposta testata 15, così da accelerare lungo la discesa.
Come riferisce l'archivio del Service de l'information aéronautique (SIA), l'aeroporto non dispone di procedure di avvicinamento strumentale (IAP) e adotta le regole del volo a vista (VCR), consentite soltanto in condizioni meteorologiche ottimali e nelle sole ore diurne (lo scalo quindi non è omologato per il volo notturno).
L'aeroporto non è controllato. Gli aerei in transito comunicano alla frequenza VHF di 118.750 MHz.